# Bachtiarzy
Bachtiarowie (pers. ‏بختیاری‎) – lud w południowo-zachodnim Iranie, niewielki odsetek populacji prowadzi koczowniczy tryb życia. Bachtiarowie posługują się językiem bachtiarskim, z grupy języków irańskich.
Wielu irańskich polityków, takich jak np. premier Mohammad Mosaddegh, miało bachtiarskie pochodzenie. Z ludu Bachtiarów wywodziła się też Sorajja Esfandijari Bachtijari, druga żona ostatniego perskiego szacha Mohammada Rezy Pahlawiego.